# Industrilandskapet

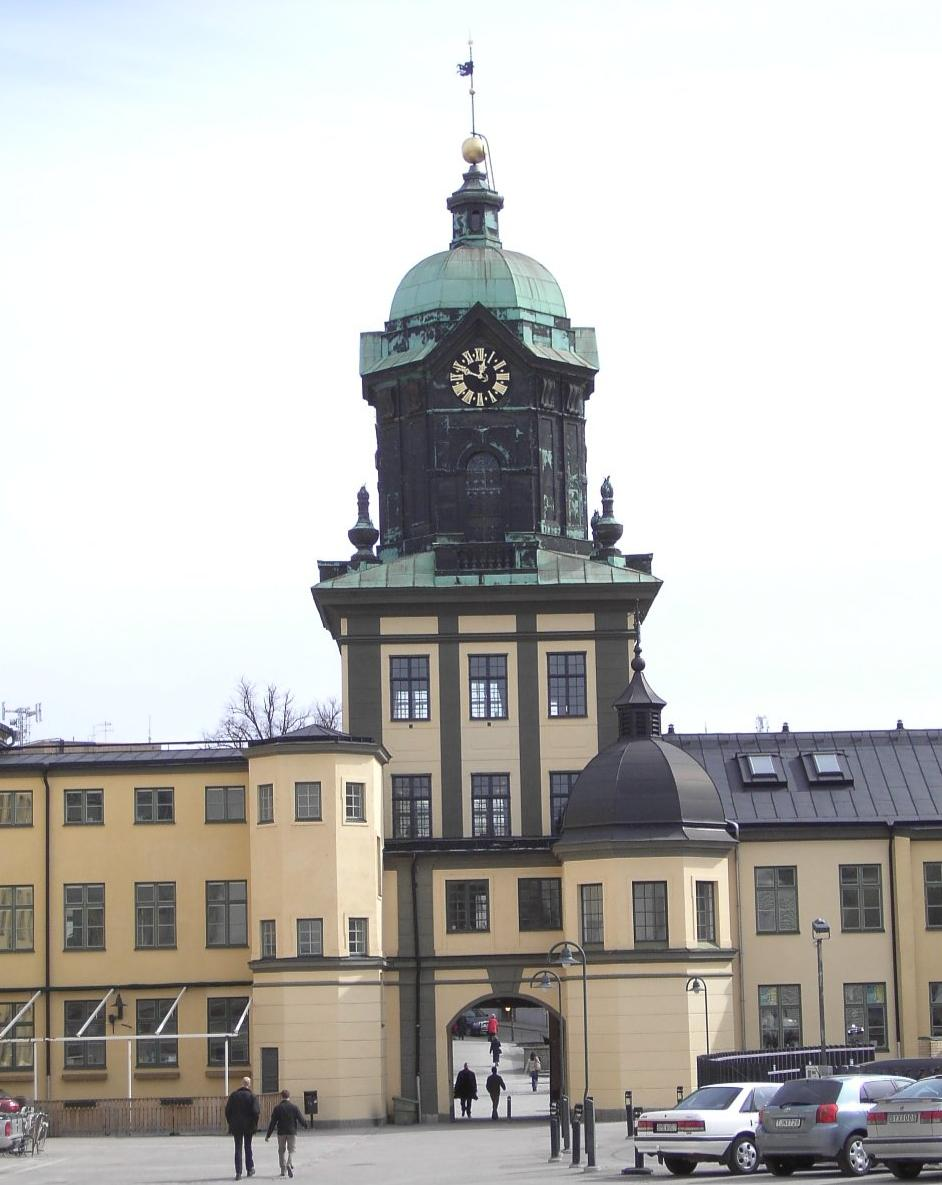
Holmentornet från 1750

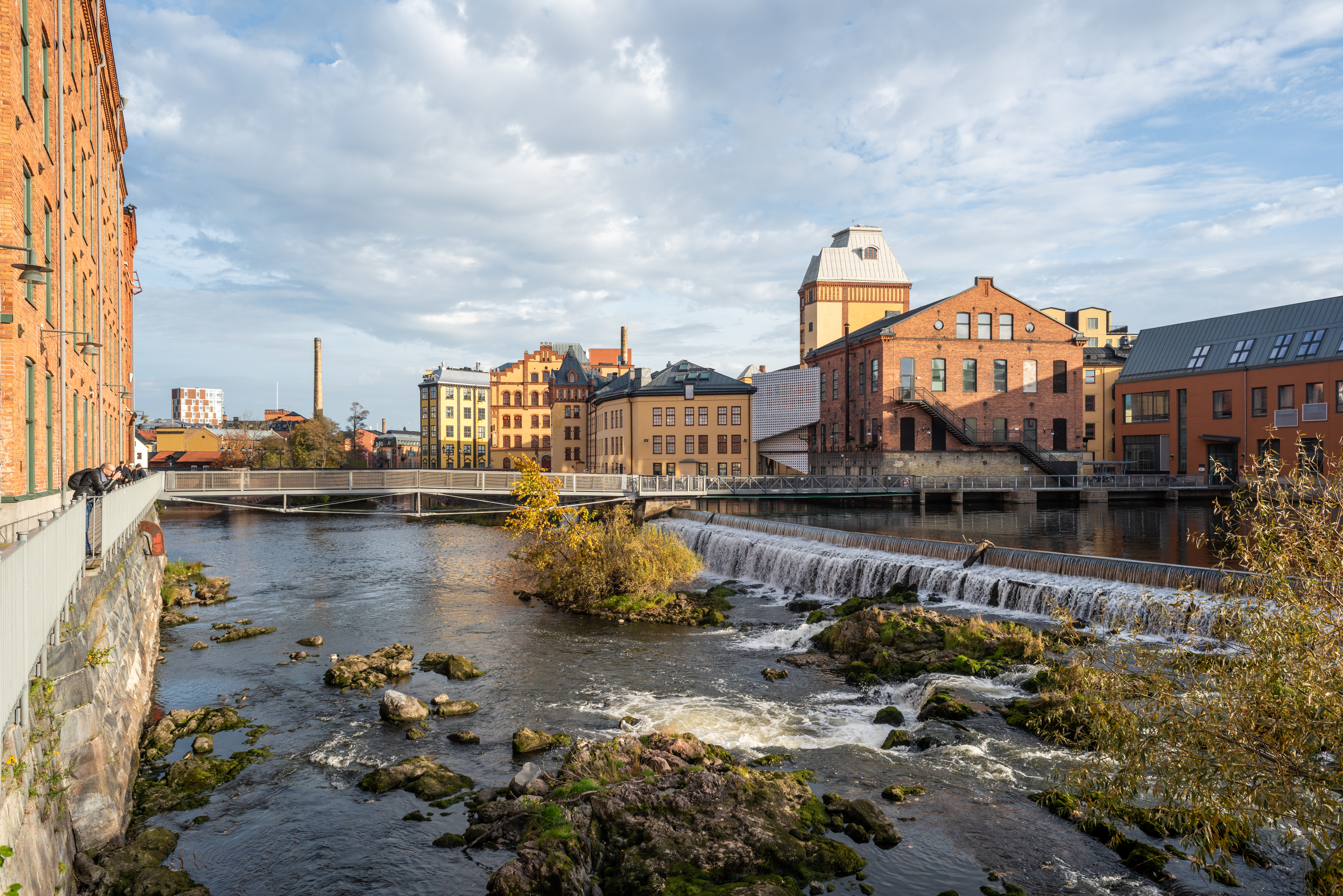
Industrilandskapet, med Campusbron, 2024

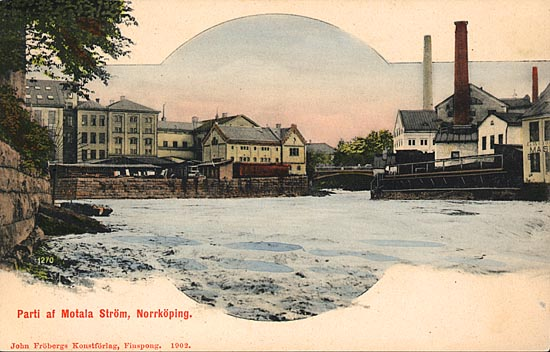
Norrköping 1902

Industrilandskapet ligger i centrala Norrköping. Området består i första hand av Holmens bruks tidigare lokaler, där det fanns ett pappersbruk fram till 1980-talet. Den sista pappersmaskinen stoppades 1986. Området kan sägas begränsas av Dalsgatan, S:t Persgatan, Kungsgatan och Västgöteback
De flesta av dagens byggnader är uppförda under perioden 1850–1920, men områdets industriella historia inleddes i början av 1600-talet och har inrymt skiftande verksamheter.
Från 1960-talet till början av 2000-talet genomgick industriområdet längs Motala ström en förvandling som innebar att det gick från att vara en plats för varutillverkning till att förknippas med en historisk epok i Sveriges och Norrköpings historia. Namnet Industrilandskapet etablerades först omkring 1990, då området hade börjat betraktas som ett industriellt kulturarv. Fabrikerna har under 1990-talet ersatts av universitetsutbildning och i Industrilandskapet finns nu Linköpings universitet etablerat under namnet Campus Norrköping. Här finns också ett konsert- och kongresscenter, De Geer-hallen.  
År 2010 tillkom Visualiseringscenter C, som är en mötesplats kring visualisering. På C finns bland annat en toppmodern kupolformad lokal som visar föreställningar och filmer, ofta i 3D.